# 客人神社 (新上五島町)
客人神社（まろうどじんじゃ）は、長崎県南松浦郡新上五島町網上（あみあげ）郷に鎮座する神社である。

## 祭神
大山祇大神、塩土大神を主祭神に祀る。

## 歴史
創建年代は不詳。記録には、「寛政年間（1789年～1800年）に客人神社を塩槌命と号し奉る」とあることから、寛政以前に創建されたものである。嘉永2年（1849年）に悪疫除退のために八坂神社を勧請。明治7年（1874年）5月5日に無格社、昭和17年（1942年）に村社に列せられた。

社殿

また、境内には釜方・網上村の塩釜碑が残されている。

## 祭祀
10月28、29日の例祭には上五島神楽が奉納される。上五島神楽は国の選択無形民俗文化財に選択された五島神楽に含まれ、長崎県無形民俗文化財に単独で指定された。
主な祭礼・神事
- 初祈祷（的射神事）（1月9日）
- 祇園祭（7月15日）
- 例大祭（10月28、29日）

## 境内社

境内社・八坂神社

- 八坂神社

## その他の神社
隣接する奈摩郷に政彦神社がある。

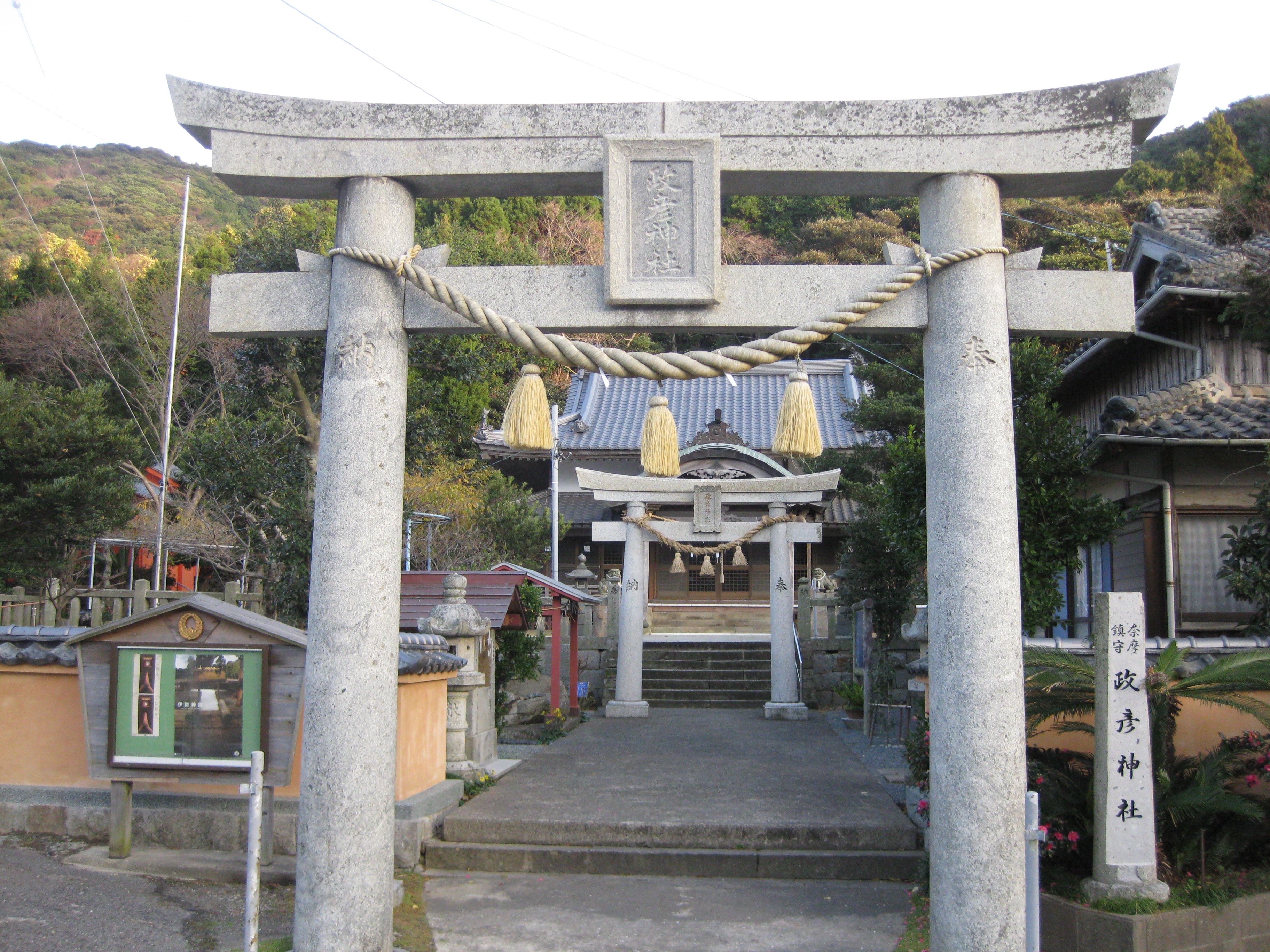
政彦神社